# Bezinghem
Bezinghem est une commune française située dans le département du Pas-de-Calais en région Hauts-de-France. Les habitants de la commune sont appelés les Bezinghemois. La commune est membre de la communauté de communes du Haut Pays du Montreuillois.

## Géographie

### Localisation
Localisée dans le centre-ouest du département du Pas-de-Calais, dans la vallée de la Course et dans un environnement collinaire boisé, la commune de Bezinghem est située, à vol d'oiseau, à 16 km au nord de la commune de Montreuil-sur-Mer (chef-lieu d'arrondissement).
Le territoire de la commune est limitrophe de ceux de sept communes.
Les communes limitrophes sont Zoteux, Parenty, Preures, Beussent, Bourthes, Doudeauville et Enquin-sur-Baillons.

### Géologie et relief
La superficie de la commune est de 13,15 km2 ; son altitude varie de 50  à   176 mètres.

### Hydrographie
Le territoire de la commune est situé dans le bassin Artois-Picardie.
La commune est traversée par trois cours d'eau :
- la Course, d'une longueur de 24,72 km, affluent droit du fleuve côtier la Canche. La Course prend sa source dans la commune de Doudeauville et se jette dans La Canche au niveau de la commune d'Attin[4] ;
- la Carnoise, d'une longueur de 2,55 km, qui prend sa source dans la commune et conflue, également dans la commune, dans la Course[5] ;
- les forages de M. Delsaux, d'une longueur de 0,1 km[6].

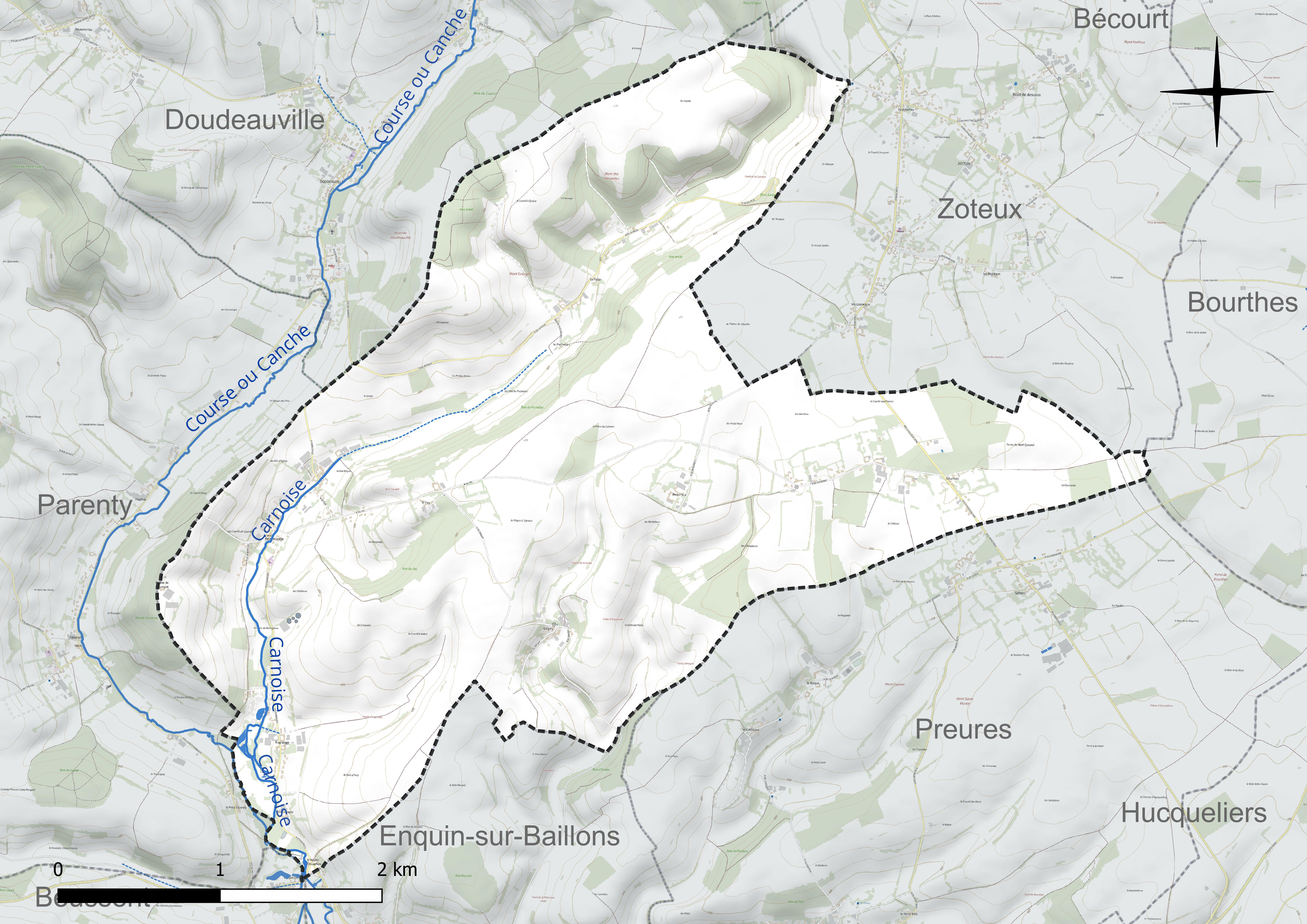
Réseau hydrographique de Bezinghem.

### Climat
Pour des articles plus généraux, voir Climat des Hauts-de-France et Climat du Pas-de-Calais.
En 2010, le climat de la commune est de type climat océanique franc, selon une étude du CNRS s'appuyant sur une série de données couvrant la période 1971-2000. En 2020, Météo-France publie une typologie des climats de la France métropolitaine dans laquelle la commune est exposée à un climat océanique et est dans la région climatique Côtes de la Manche orientale, caractérisée par un faible ensoleillement (1 550 h/an) ; forte humidité de l’air (plus de 20 h/jour avec humidité relative > 80 % en hiver), vents forts fréquents.
Pour la période 1971-2000, la température annuelle moyenne est de 10,2 °C, avec une amplitude thermique annuelle de 13,1 °C. Le cumul annuel moyen de précipitations est de 959 mm, avec 13,1 jours de précipitations en janvier et 8,5 jours en juillet. Pour la période 1991-2020, la température moyenne annuelle observée sur la station météorologique la plus proche, située sur la commune de Nielles-lès-Bléquin à 17 km à vol d'oiseau, est de 10,6 °C et le cumul annuel moyen de précipitations est de 976,9 mm,. Pour l'avenir, les paramètres climatiques de la commune estimés pour 2050 selon différents scénarios d'émission de gaz à effet de serre sont consultables sur un site dédié publié par Météo-France en novembre 2022.

### Paysages
Pour un article plus général, voir Paysage en France.
La commune s'inscrit dans les « paysages montreuillois » tels qu'ils sont définis dans l'atlas de paysages de la région Nord-Pas-de-Calais, conçu par la direction régionale de l'Environnement, de l'Aménagement et du Logement (DREAL),.
Les « paysages montreuillois », qui concernent 98 communes, se délimitent : à l'ouest par des falaises qui, avec le recul de la mer, ont donné naissance aux bas-champs ourlées de dunes ; au nord par la boutonnière du Boulonnais ; au sud par le vaste plateau formé par la vallée de l'Authie, et à l'est par les paysages du Ternois et du Haut-Artois. Les « paysages montreuillois », avec, dans leur axe central, la vallée de la Canche et ses nombreux affluents comme la Course, la Créquoise, la Planquette…, offrent une alternance de vallées et de plateaux, appelés « ondulations montreuilloises ». Dans ces paysages, et plus particulièrement sur les plateaux, on cultive la betterave sucrière, le blé et le maïs et les plateaux entre la Ternoise et la Créquoise sont couverts de vastes massifs forestiers comme la forêt d'Hesdin-la-Forêt, les bois de Fressin, Sains-lès-Fressin, Créquy….

### Milieux naturels et biodiversité

#### Zones naturelles d'intérêt écologique, faunistique et floristique
L’inventaire des zones naturelles d'intérêt écologique, faunistique et floristique (ZNIEFF) a pour objectif de réaliser une couverture des zones les plus intéressantes sur le plan écologique, essentiellement dans la perspective d’améliorer la connaissance du patrimoine naturel national et de fournir aux différents décideurs un outil d’aide à la prise en compte de l’environnement dans l’aménagement du territoire.
Le territoire communal comprend deux ZNIEFF de type 1 : 
- la vallée de la Course à l'aval d'Enquin-sous-Baillon. Le périmètre de la ZNIEFF présente un réseau hydrographique complexe associant plusieurs cours d’eau (Course, Bimoise, Baillons, rivière des Fontaines…) et de nombreuses sources, ainsi que des plans d’eau d’origine artificielle (ballastières, cressonnières, piscicultures, mares de chasse)[15] ;
- les coteaux de Bezinghem[16].

et une ZNIEFF de type 2 : la vallée de la Course. Elle se situe dans le pays de Montreuil et plus précisément dans l’entité paysagère des ondulations montreuilloises.

Carte des ZNIEFF de type 1 et 2 sur la commune
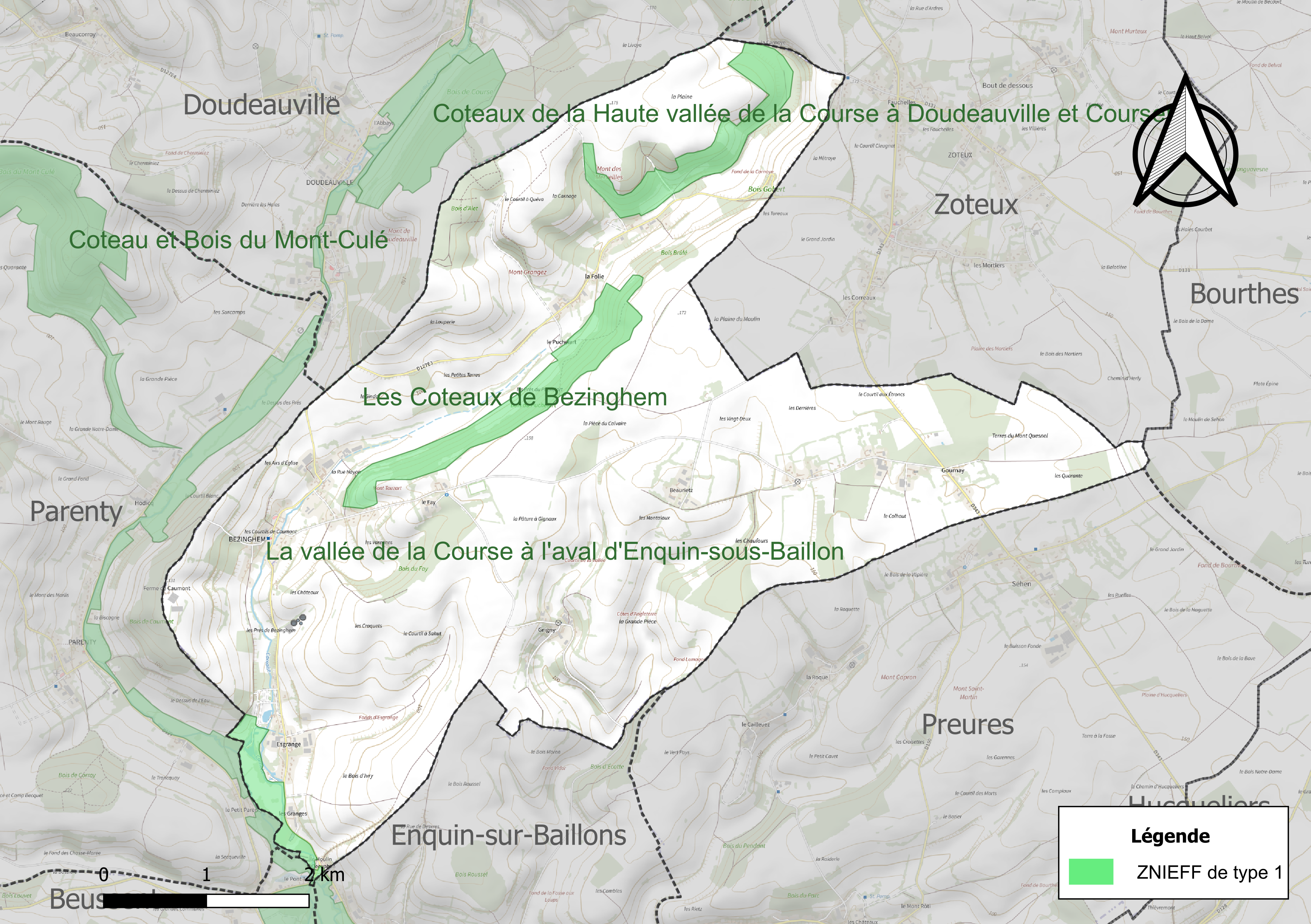
Carte des ZNIEFF de type 1 sur la commune.
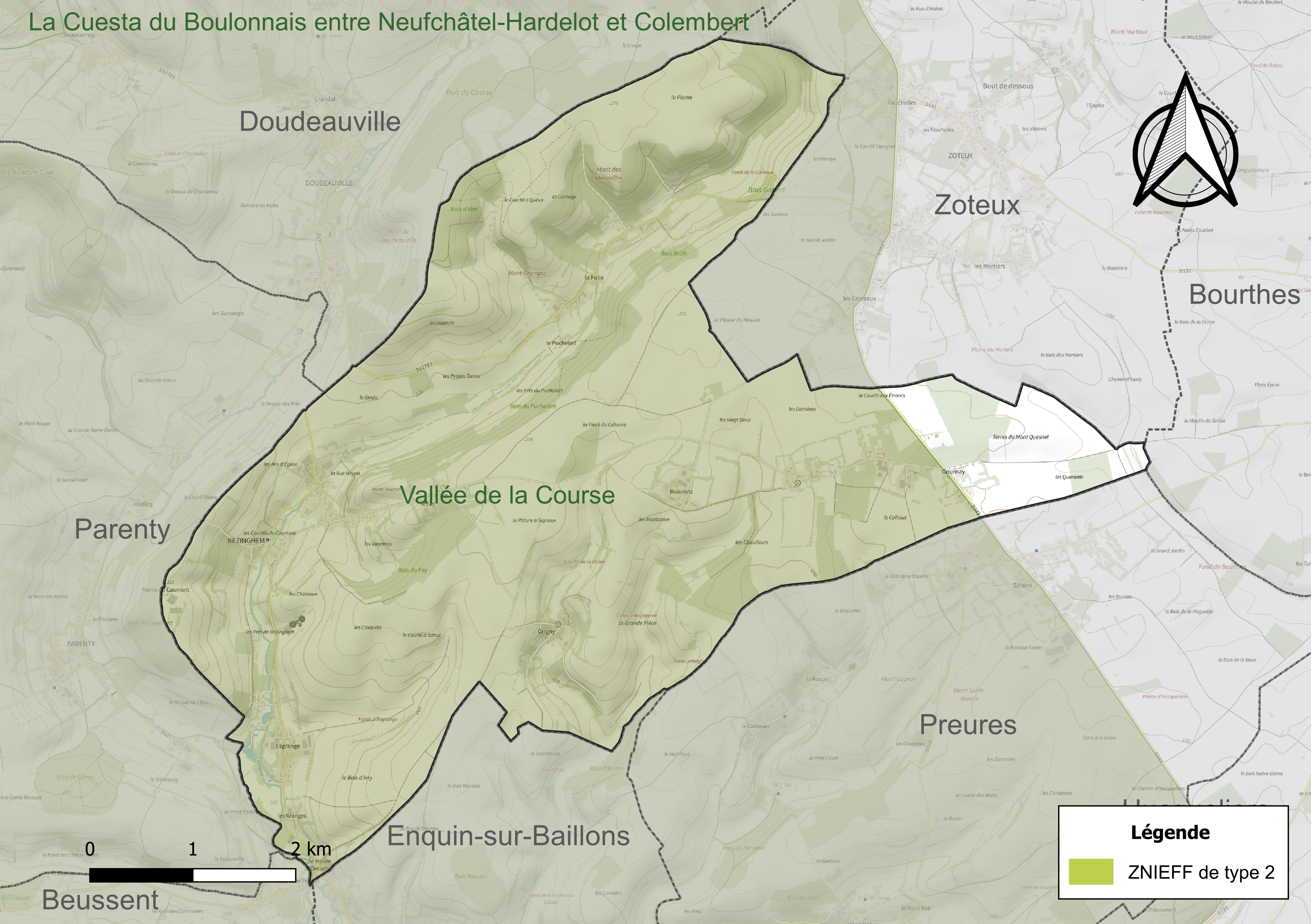
Carte de la ZNIEFF de type 2 sur la commune.

## Urbanisme

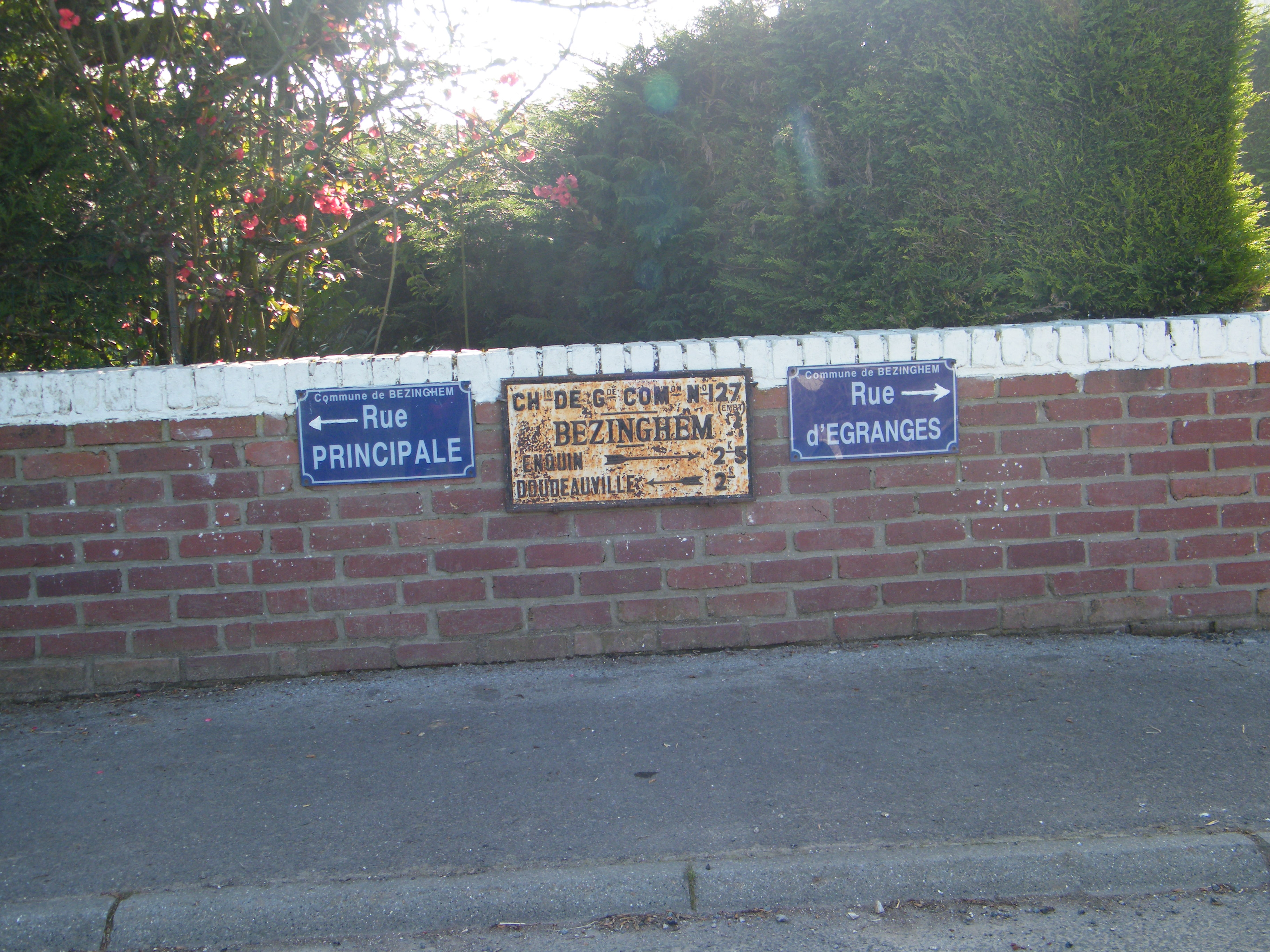
Signalisation locale.

### Typologie
Au 1er janvier 2024, Bezinghem est catégorisée commune rurale à habitat dispersé, selon la nouvelle grille communale de densité à sept niveaux définie par l'Insee en 2022.
Elle est située hors unité urbaine et hors attraction des villes,.

### Occupation des sols
L'occupation des sols de la commune, telle qu'elle ressort de la base de données européenne d’occupation biophysique des sols Corine Land Cover (CLC), est marquée par l'importance des territoires agricoles (95,8 % en 2018), une proportion identique à celle de 1990 (95,8 %). La répartition détaillée en 2018 est la suivante : 
terres arables (59,6 %), prairies (28,1 %), zones agricoles hétérogènes (8,1 %), forêts (4 %), zones urbanisées (0,1 %). L'évolution de l’occupation des sols de la commune et de ses infrastructures peut être observée sur les différentes représentations cartographiques du territoire : la carte de Cassini (XVIIIe siècle), la carte d'état-major (1820-1866) et les cartes ou photos aériennes de l'IGN pour la période actuelle (1950 à aujourd'hui).

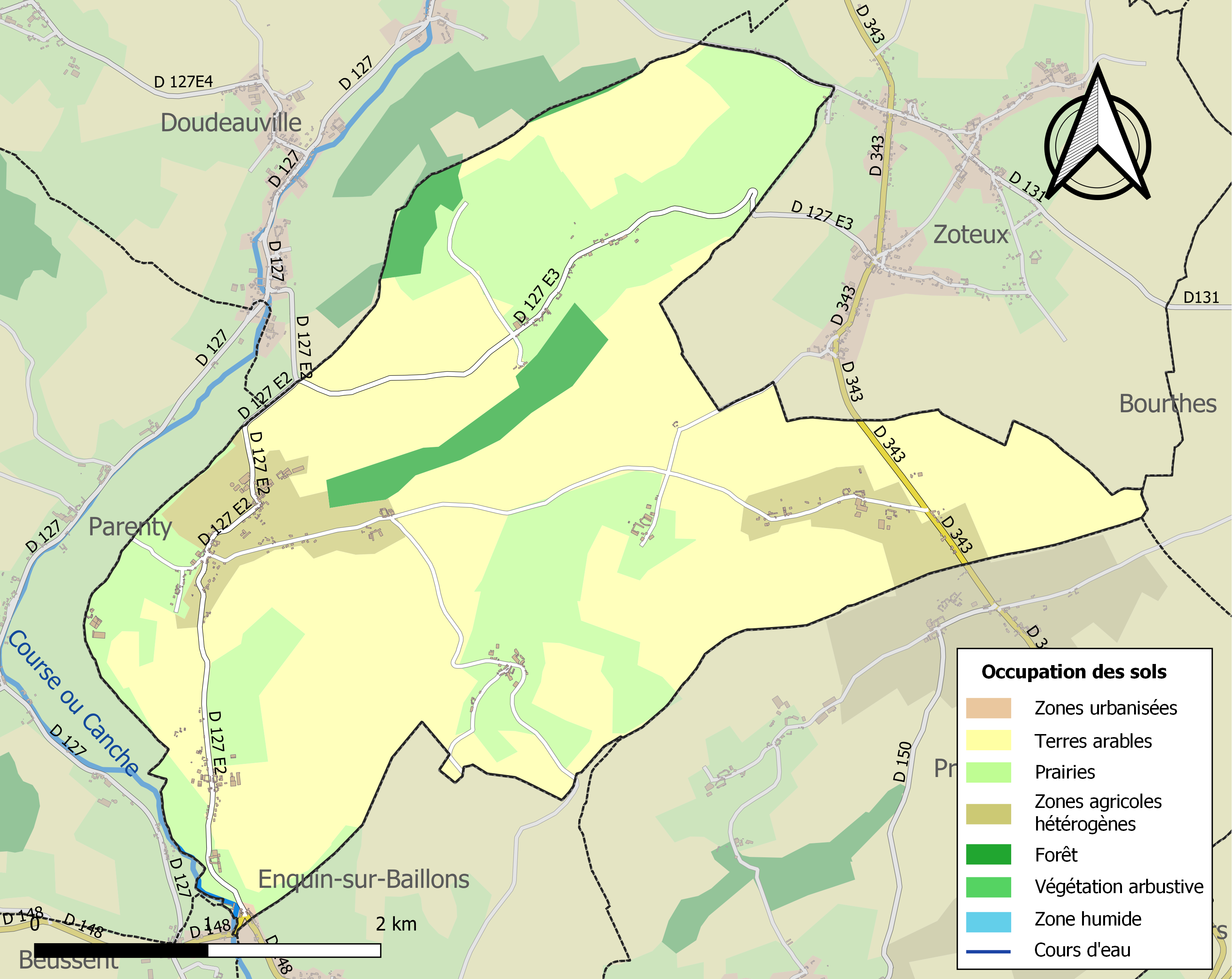
Carte des infrastructures et de l'occupation des sols de la commune en 2018 (CLC).

### Voies de communication et transports

#### Voies de communication
La commune est desservie par les routes départementales D 127, traversée, à l'est, par la D 343 et est proche (8 km), de la D 901, reliant Boulogne-sur-Mer et Montreuil-sur-Mer. Elle se situe à 17 km de la sortie no 27 de l'autoroute A16 reliant la région parisienne à la frontière avec la Belgique,.

#### Transport ferroviaire
La commune se trouve à 17 km de la gare de Montreuil, située sur la ligne de Saint-Pol-sur-Ternoise à Étaples, desservie par des trains TER Hauts-de-France.

### Risques naturels et technologiques

#### Risque inondation
À la suite du passage des tempêtes Ciarán, Domingos et Elisa et des inondations et coulées de boue qui se sont produites, la commune est reconnue, par arrêté du 14 novembre 2023, en état de catastrophe naturelle pour inondations et coulées de boue sur la période du 2 au 12 novembre 2023, comme 179 autres communes du département.

## Toponymie
Le nom de la localité est attesté sous les formes Bisingehem et Bissingehem (1139), Busingehem (1157), Bezingehem (1173), Besingehem (1188), Bistigehem (1225), Beusinguehem (1311), Bissinghem (1427), Besinguehen (1477), Beuzinguehem (XVe siècle), Beussinghem (v. 1512), Bessinguen (1553), Beusinghen (1557), Besingem (1605), Besinghem (1608).
D'un nom de personne germanique Boso suivi du suffixe -ingen + heim, signifiant « demeure du peuple de Boso ».

## Politique et administration

### Découpage territorial
La commune se trouve, depuis 1801, dans l'arrondissement de Montreuil du département du Pas-de-Calais.

#### Commune et intercommunalités
La commune est membre de la communauté de communes du Haut Pays du Montreuillois qui regroupe 49 communes et totalise 15 703 habitants en 2021.

#### Circonscriptions administratives
La commune était rattachée au canton de Bourthes en 1793, puis au canton de Hucqueliers, de 1801 à 2014, et, depuis 2015, au canton de Lumbres.

#### Circonscriptions électorales
Pour l'élection des députés, la commune fait partie de la quatrième circonscription du Pas-de-Calais.

### Élections municipales et communautaires

#### Liste des maires
| Période                                  | Période  | Identité         | Étiquette | Qualité                                                                           |
| ---------------------------------------- | -------- | ---------------- | --------- | --------------------------------------------------------------------------------- |
| Les données manquantes sont à compléter. |          |                  |           |                                                                                   |
| 1983                                     | 2014     | André Ducrocq    | DVD       |                                                                                   |
| 2014,                                    | En cours | Philippe Ducrocq |           | Agriculteur Président de la Communauté de communes Réélu pour le mandat 2020-2026 |

## Équipements et services publics

### Enseignement

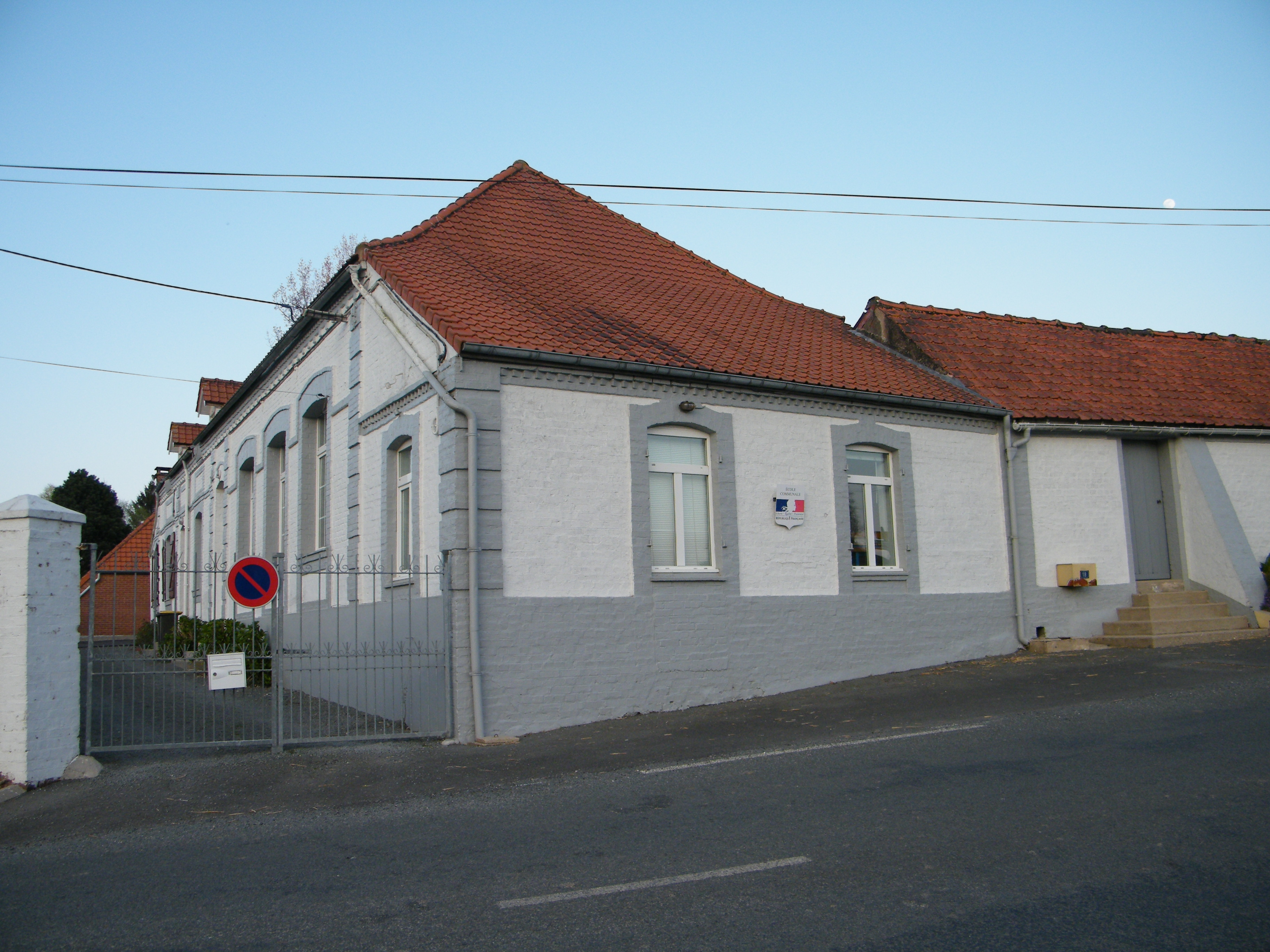
École.

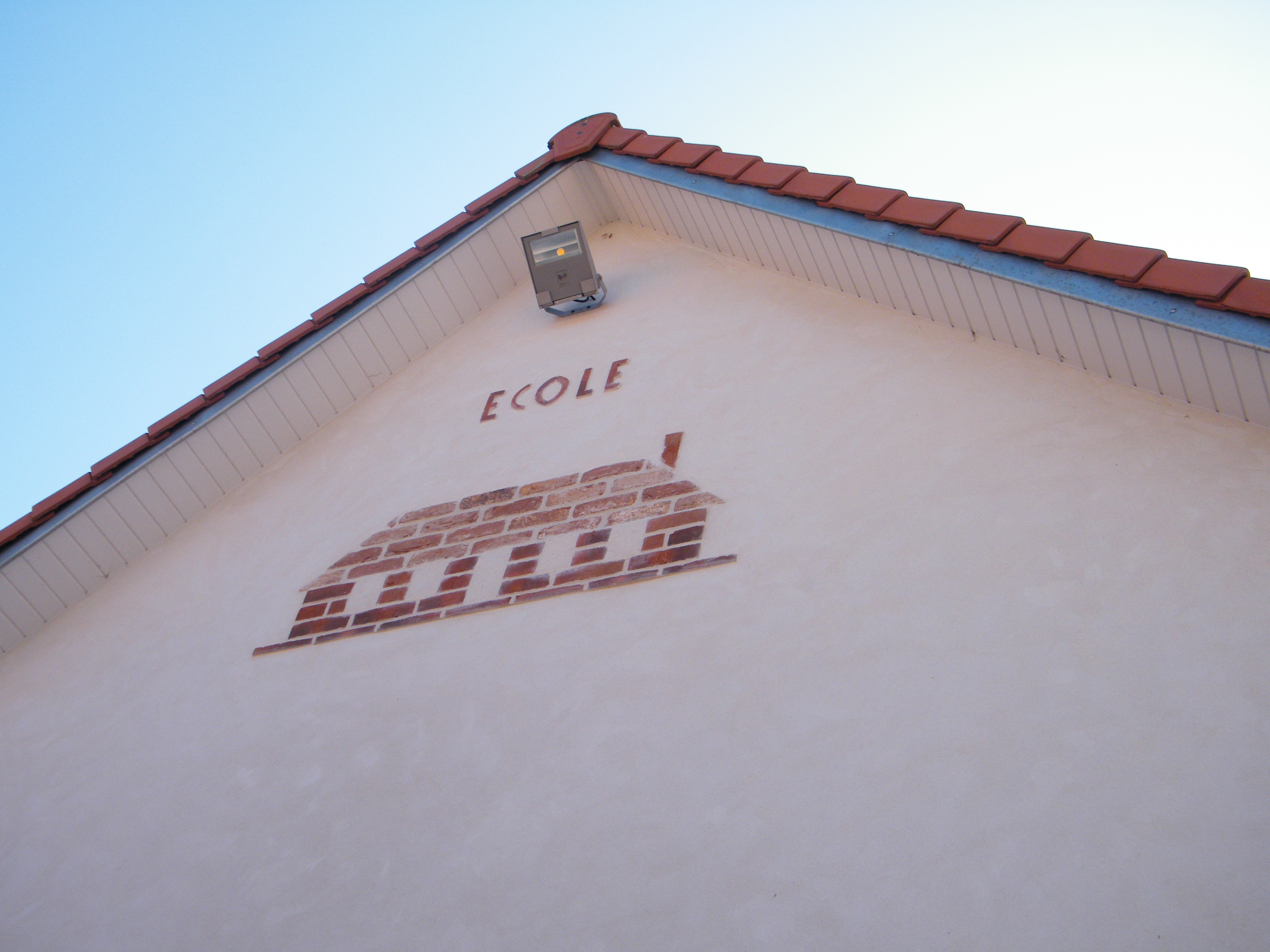
Repère emblématique.

Pour l'année scolaire 2016-2017, la commune accueille une école à deux classes.

### Justice, sécurité, secours et défense
La commune dépend du tribunal de proximité de Montreuil-sur-Mer, du conseil de prud'hommes de Boulogne-sur-Mer, du tribunal judiciaire de Boulogne-sur-Mer, de la cour d'appel de Douai, du tribunal de commerce de Boulogne-sur-Mer, du tribunal administratif de Lille, de la cour administrative d'appel de Douai et du tribunal pour enfants de Boulogne-sur-Mer.

## Population et société

### Démographie
Les habitants de la commune sont appelés les Bezinghemois.

#### Évolution démographique
L'évolution du nombre d'habitants est connue à travers les recensements de la population effectués dans la commune depuis 1793. Pour les communes de moins de 10 000 habitants, une enquête de recensement portant sur toute la population est réalisée tous les cinq ans, les populations de référence des années intermédiaires étant quant à elles estimées par interpolation ou extrapolation. Pour la commune, le premier recensement exhaustif entrant dans le cadre du nouveau dispositif a été réalisé en 2006.

En 2022, la commune comptait 374 habitants, en évolution de +5,35 % par rapport à 2016 (Pas-de-Calais : −0,72 %, France hors Mayotte : +2,11 %).
| 1793 | 1800 | 1806 | 1821 | 1831 | 1836 | 1841 | 1846 | 1851 |
| ---- | ---- | ---- | ---- | ---- | ---- | ---- | ---- | ---- |
| 243  | 245  | 280  | 303  | 284  | 291  | 277  | 279  | 302  |

| 1856 | 1861 | 1866 | 1872 | 1876 | 1881 | 1886 | 1891 | 1896 |
| ---- | ---- | ---- | ---- | ---- | ---- | ---- | ---- | ---- |
| 293  | 319  | 340  | 340  | 345  | 359  | 339  | 349  | 326  |

| 1901 | 1906 | 1911 | 1921 | 1926 | 1931 | 1936 | 1946 | 1954 |
| ---- | ---- | ---- | ---- | ---- | ---- | ---- | ---- | ---- |
| 325  | 316  | 314  | 350  | 363  | 328  | 335  | 333  | 304  |

| 1962 | 1968 | 1975 | 1982 | 1990 | 1999 | 2006 | 2011 | 2016 |
| ---- | ---- | ---- | ---- | ---- | ---- | ---- | ---- | ---- |
| 306  | 284  | 274  | 273  | 271  | 294  | 322  | 373  | 355  |

| 2021 | 2022 | - | - | - | - | - | - | - |
| ---- | ---- | - | - | - | - | - | - | - |
| 379  | 374  | - | - | - | - | - | - | - |

#### Pyramide des âges
La population de la commune est relativement jeune.
En 2018, le taux de personnes d'un âge inférieur à 30 ans s'élève à 42,6 %, soit au-dessus de la moyenne départementale (36,7 %). À l'inverse, le taux de personnes d'âge supérieur à 60 ans est de 19,1 % la même année, alors qu'il est de 24,9 % au niveau départemental.
En 2018, la commune comptait 190 hommes pour 190 femmes, soit un taux de 50 % de femmes, légèrement inférieur au taux départemental (51,5 %).
Les pyramides des âges de la commune et du département s'établissent comme suit.
| Hommes | Classe d’âge | Femmes |
| ------ | ------------ | ------ |
| 0,0    | 90 ou +      | 0,0    |
| 9,1    | 75-89 ans    | 7,5    |
| 10,8   | 60-74 ans    | 10,8   |
| 16,0   | 45-59 ans    | 12,8   |
| 23,4   | 30-44 ans    | 24,6   |
| 11,9   | 15-29 ans    | 16,0   |
| 28,8   | 0-14 ans     | 28,3   |

| Hommes | Classe d’âge | Femmes |
| ------ | ------------ | ------ |
| 0,5    | 90 ou +      | 1,6    |
| 5,6    | 75-89 ans    | 8,9    |
| 16,7   | 60-74 ans    | 18,1   |
| 20,2   | 45-59 ans    | 19,2   |
| 18,9   | 30-44 ans    | 18,1   |
| 18,2   | 15-29 ans    | 16,2   |
| 19,9   | 0-14 ans     | 17,9   |

### Manifestations culturelles et festivités
La balade gourmande de la vallée de la Course est organisée, depuis 2018, le lundi de Pâques, avec les comités des fêtes d’Enquin-sur-Baillons et de Bezinghem, de la carabine beussentoise et du foyer rural de Preures. Cette balade pédestre, qui a déjà regroupé 1 000 participants, consiste en une boucle balisée de 12 km, au cœur des paysages de ces communes, entrecoupée de pauses gastronomiques avec des produits locaux.

### Sports et loisirs
Depuis le début des années 2010 se déroule, en avril, le « trail de la vallée de la Course », 2023 en est la onzième édition. Ce trail réunit 400 concurrents sur cinq épreuves dont deux épreuves phares, le 30 kilomètres avec un dénivelé de 620 mètres et le 15 kilomètres avec un dénivelé de 340 mètres.

## Culture locale et patrimoine

### Lieux et monuments

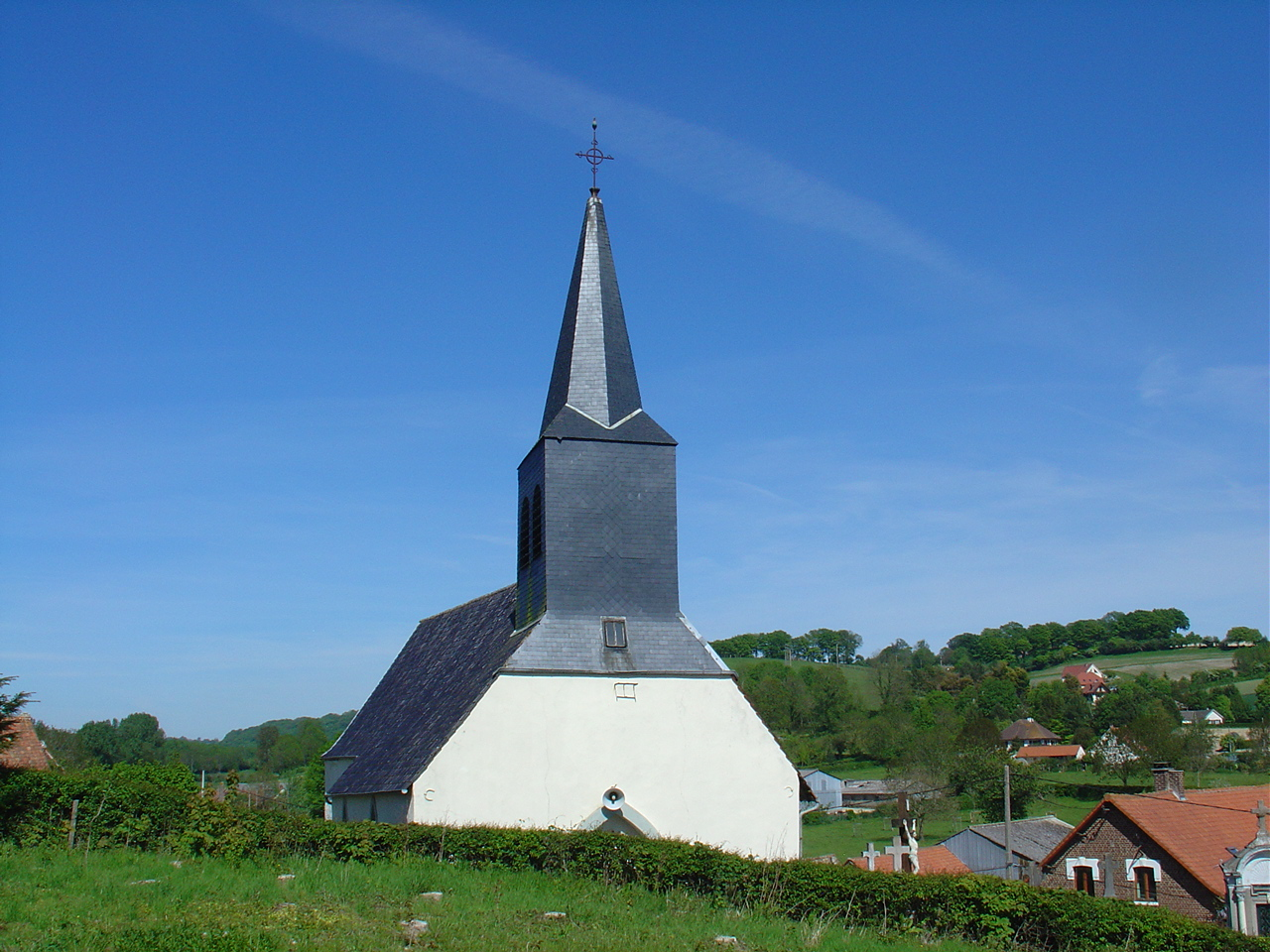
L'église Saint-Martin.
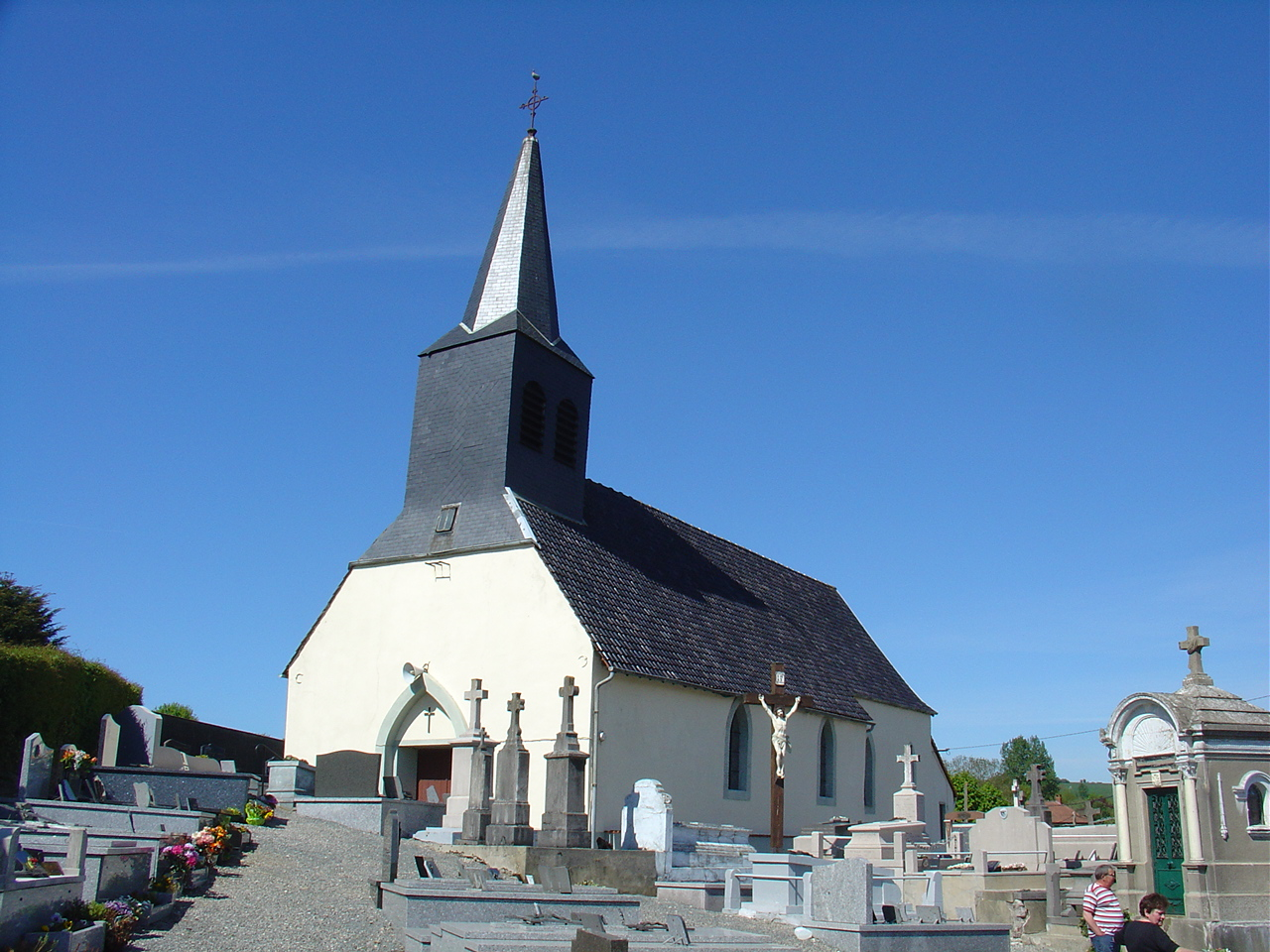
L'église Saint-Martin, vue depuis le cimetière.
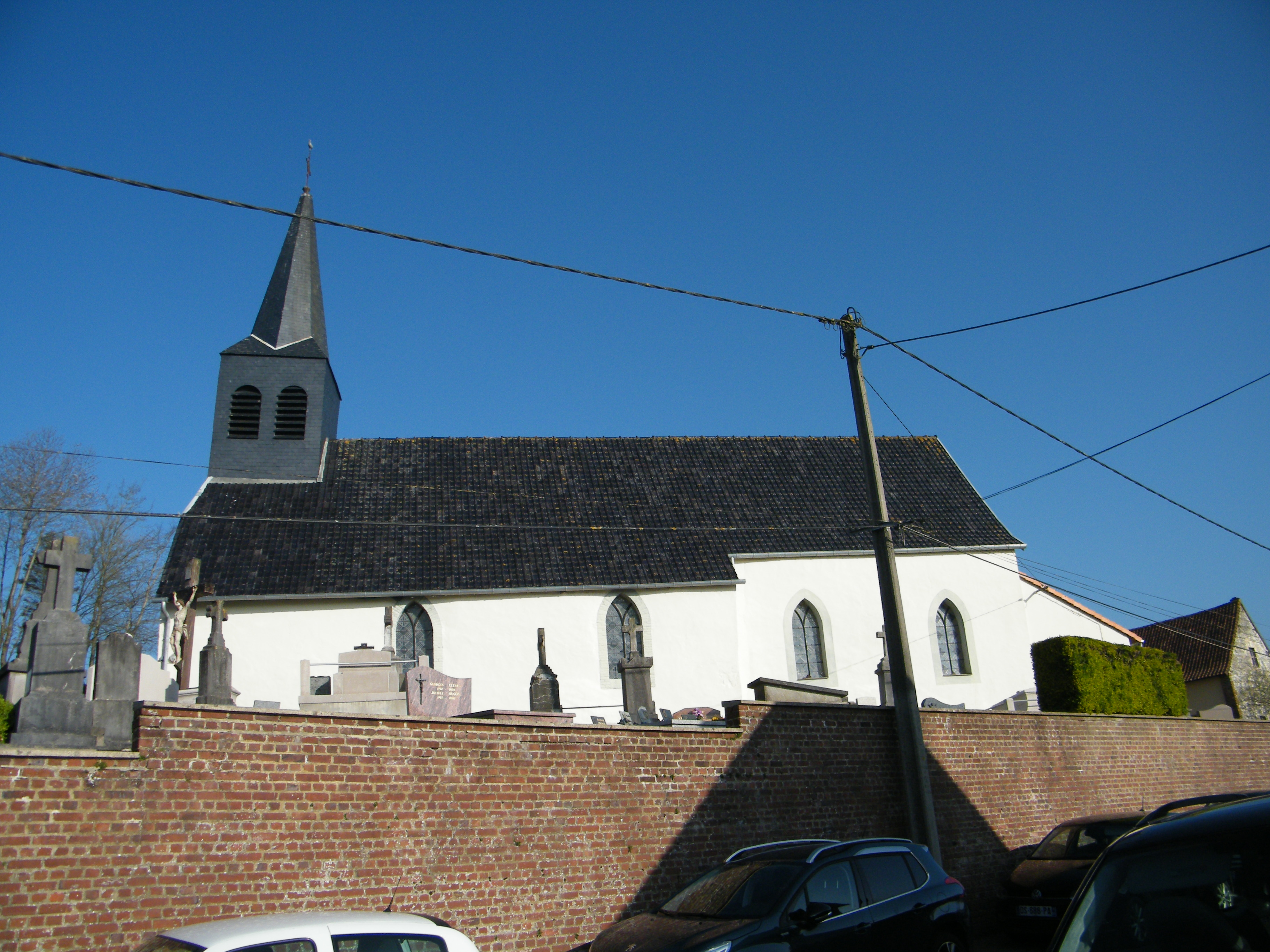
Autre vue de l'église, côté sud.

- L'église Saint-Martin.
- L'église Saint-Martin, vue depuis le cimetière.
- Autre vue de l'église, côté sud.

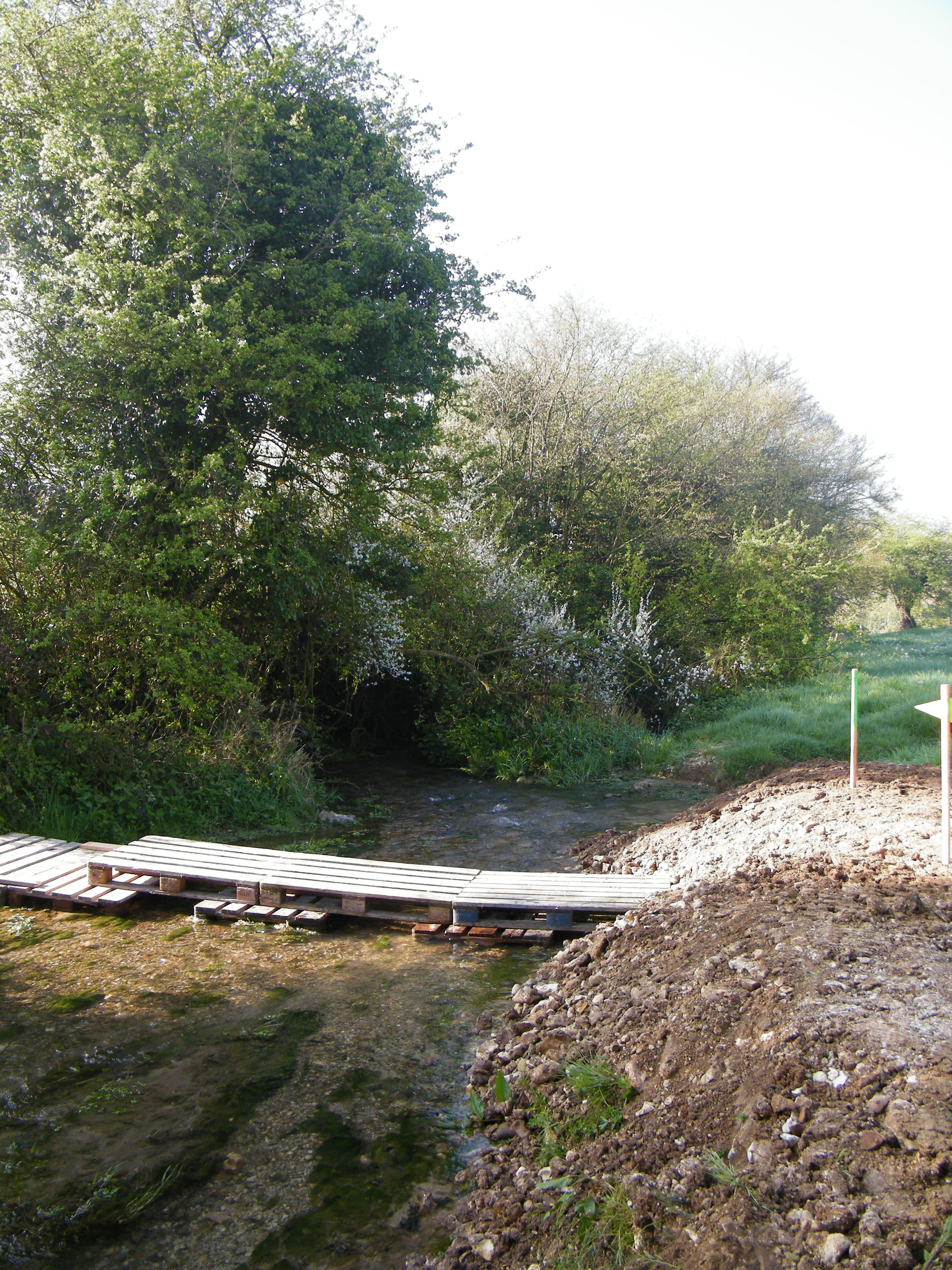
Le gué sur la Course.
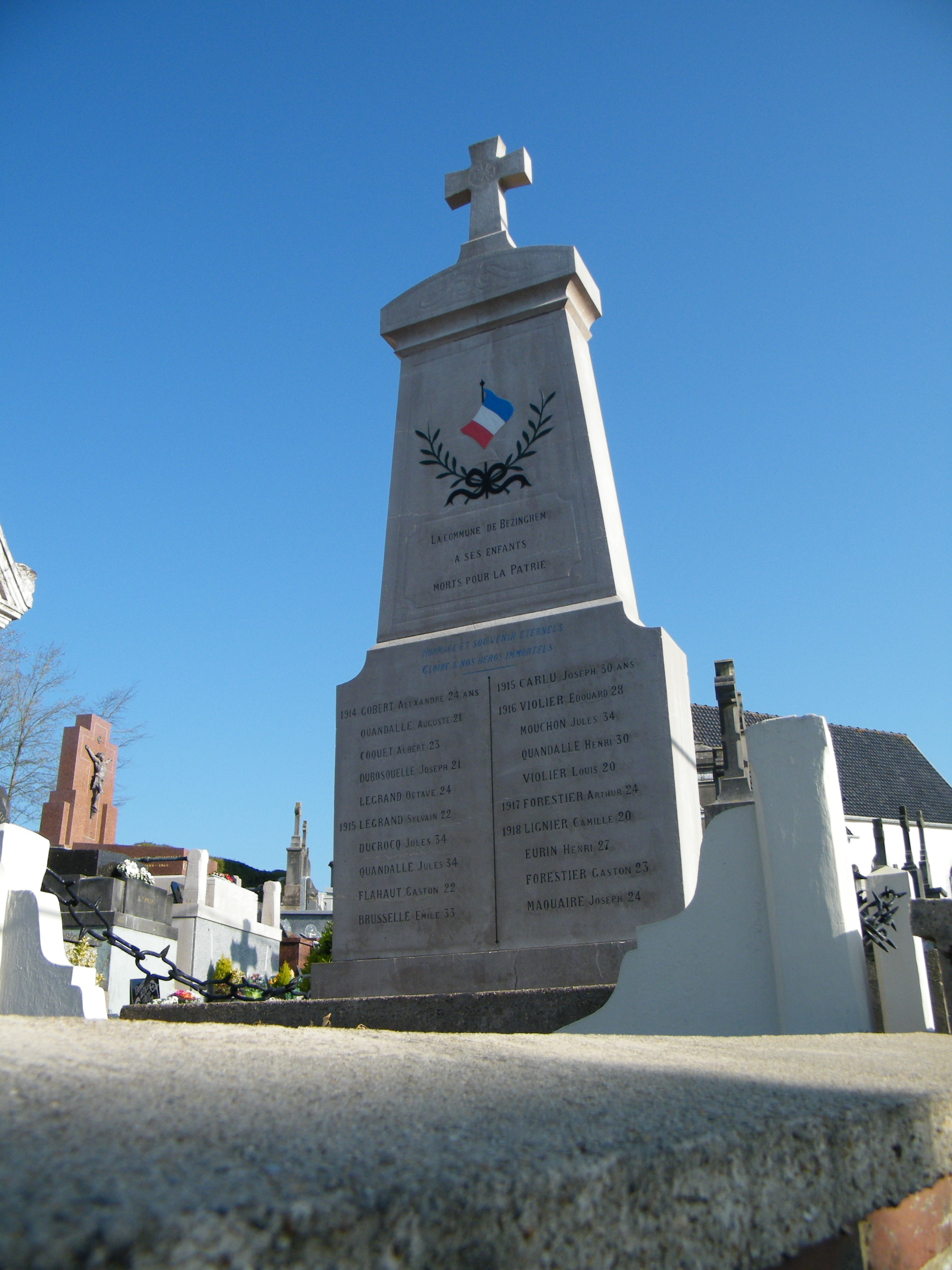
Le monument aux morts[42].
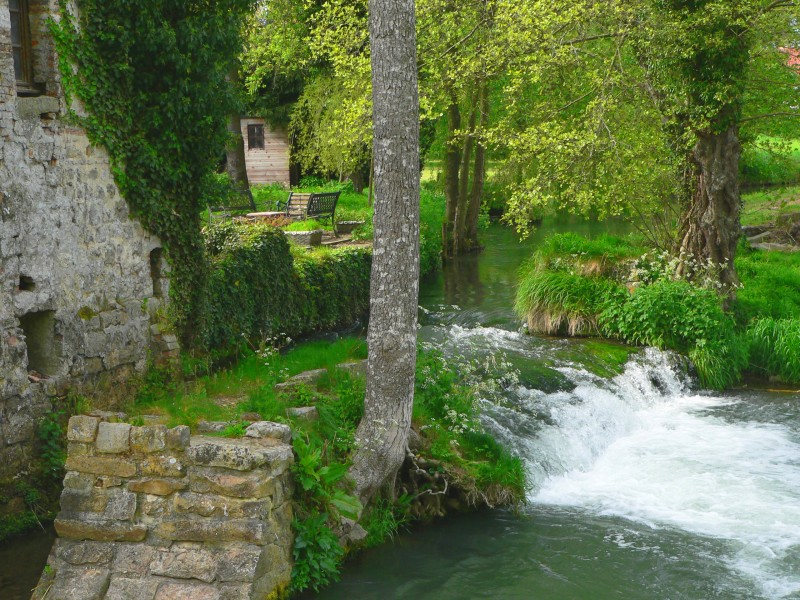
Les vestiges d'un moulin sur la Course.

- Le gué sur la Course.
- Le monument aux morts pour la patrie.
- Les vestiges d'un moulin sur la Course.

### Héraldique
| Blason de Bezinghem | Blason  | De sable au lion léopardé d'or; au chef d'argent chargé de trois molettes de sable.                                                                        |
| Blason de Bezinghem | Détails | Les molettes sont reprises des armes de la famille d'Enquin et le lion léopardé à celles des De Poucques. Le statut officiel du blason reste à déterminer. |

## Pour approfondir

#### Bases de données, dictionnaires et encyclopédies
- Ressources relatives à la géographie :   - Insee (communes)
  - Ldh/EHESS/Cassini
- Ressource relative à plusieurs domaines :   - Annuaire du service public français
- Notices d'autorité :   - BnF (données)